# Aquamarijn
Aquamarijn (Latijn: aqua marina, "zeewater") is een vrij kostbare edelsteen en een variëteit van het mineraal beril. De kleur is bleekgroen, geelgroen, bleekblauw of blauwgroen.

## Voorkomen
Aquamarijn is een veelvoorkomend mineraal en komt, zoals andere berylliumhoudende mineralen met name voor in pegmatieten. Vindplaatsen zijn in onder andere Brazilië (Minas Gerais), Madagaskar, de Oeral, Nigeria, Pakistan, Mexico, India, Ierland, Zimbabwe, Afghanistan en de Verenigde Staten.

## Soorten Aquamarijn
- Santa Maria- Kwaliteitbenaming voor zeer goede aquamarijnen. Naam van de gelijknamige mijn Ceará in Brazilië.
- Santa-Maria-Africana- Kwaliteitsbenaming van goede aquamarijnen uit Mozambique sinds 1991 op de markt. Naam is afgeleid van 'Santa-Maria'- kwaliteit uit Ceará uit Brazilië.
- Maxixe-aquamarijn- Donkerblauwe aquamarijn. De kleur bleekt in daglicht uit. Oorspronkelijk uit de Maxixe-mijn in Minas Gerais in Brazilië. Sinds de jaren zeventig geregeld aangeboden, maar klaarblijkelijk door straling opgewerkt. De kleur is niet kleurecht.

## Cultuur
In de Middeleeuwen werden beelden van de Maagd Maria versierd met aquamarijn. Legende zegt dat de steen van een zeemeermin was en tot de liefde leidt. Waarschuwt bij onrecht als de steen verkleurt.
Door sommige natuurgenezers wordt een aantal geneeskrachtige werkingen aan aquamarijn toegekend, namelijk versterking van het afweersysteem, het tegengaan van zeeziekte, huidallergie en het bevorderen van rust en ontspanning. Enige wetenschappelijke onderbouwing hiervoor ontbreekt evenals een plausibel werkingsmechanisme. Astrologen hebben verschillende opvattingen over de sterrenbeelden waarmee Aquamarijn is verbonden, genoemd worden Waterman, Weegschaal, Vissen, Ram en Tweelingen.